# Backflip
Een backflip is een achterwaartse salto bij Freestyle motocross. Ook komt deze trick steeds vaker voor in de bikewereld. 
De backflip werd het eerst voltooid door Caleb Wyatt en in wedstrijdverband door Mike Metzger.
De backflip is een oefening die door veel rijders uitgevoerd wordt. Deze trick kan moeilijker gemaakt worden door deze uit te voeren met combinaties als no handers, no footers, supermans, 360's, tailwhips of de can-can.
Inmiddels worden er ook dubbele backflips gedaan. De eerste coureur die deze trick voltooide was Travis Pastrana.